# Playa del Carmen
Playa del Carmen (en maia modern: Xaman Ha' o Pláaya) és una ciutat de la costa del Mar del Carib situada a l'estat de Quintana Roo (Mèxic), sent la capçalera del municipi de Solidaridad. És la tercera ciutat més poblada de Quintana Roo després de Cancun i Chetumal.